# Iwan Konowałow
Iwan Pietrowicz Konowałow (ros. Ива́н Петро́вич Коновалов, ur. 1907 w Odessie, zm. 1967 tamże) – funkcjonariusz radzieckich służb specjalnych, generał major.

## Życiorys
Ukrainiec, 1928 skończył szkołę wiejską, pracował w fabryce w Odessie, od 1927 w Armii Czerwonej, od września 1927 do maja 1930 kursant Ukraińskiej Szkoły Kawalerii im. Siemiona Budionnego Ukraińskiego Okręgu Wojskowego, następnie dowódca plutonu. Od listopada 1931 członek WKP(b), od kwietnia 1934 do maja 1936 dowódca eskadronu 64 Pułku Kawalerii 15 Dywizji Kawalerii, od maja 1936 do października 1937 dowódca specjalnego eskadronu 15 Dywizji Kawalerii Zabajkalskiego Okręgu Wojskowego, od października 1937 do lutego 1939 studiował w Akademii Wojskowej im. Frunzego, kapitan Armii Czerwonej, od 4 lutego 1939 kapitan bezpieczeństwa państwowego. Od lutego 1939 do sierpnia 1941 zastępca szefa Wydziału Specjalnego NKWD Środkowoazjatyckiego Okręgu Wojskowego, od czerwca 1941 pułkownik Armii Czerwonej, od sierpnia 1941 do 17 stycznia 1943 szef Wydziału Specjalnego NKWD 53 Armii Środkowoazjatyckiego Okręgu Wojskowego, od 8 stycznia 1942 major bezpieczeństwa państwowego, od 17 stycznia do 29 kwietnia 1943 pomocnik szefa Wydziału 12 Zarządu Wydziałów Specjalnych NKWD ZSRR, od 14 lutego 1943 pułkownik bezpieczeństwa państwowego. Od 29 kwietnia 1943 do 27 maja 1946 pomocnik szefa Głównego Zarządu Kontrwywiadu Smiersz na Front Południowy, 26 maja 1943 awansowany na generała majora, od czerwca 1946 do 24 stycznia 1952 szef Zarządu Kontrwywiadu MGB Turkiestańskiego Okręgu Wojskowego, od 24 stycznia 1952 do maja 1956 szef Zarządu Kontrwywiadu/Wydziału Specjalnego KGB Odeskiego Okręgu Wojskowego, 15 lipca 1956 zwolniony ze służby.

## Odznaczenia
- Order Lenina (25 czerwca 1954)
- Order Czerwonego Sztandaru (dwukrotnie - 28 października 1943 i 25 lipca 1949)
- Order Kutuzowa II klasy (25 marca 1945)
- Order Wojny Ojczyźnianej I klasy (dwukrotnie - 31 lipca 1944 i 13 września 1945)
- Order Czerwonej Gwiazdy (dwukrotnie; pierwszy raz 3 listopada 1944)
- Odznaka "Zasłużony Funkcjonariusz NKWD" (27 kwietnia 1940)

I 3 medale.